# Damalacantha xinjiangensis
Damalacantha xinjiangensis är en insektsart som beskrevs av Zheng, Z. 1994. Damalacantha xinjiangensis ingår i släktet Damalacantha och familjen vårtbitare. Inga underarter finns listade i Catalogue of Life.